# 大眼三鬚鱈
大眼三鬚鱈，為輻鰭魚綱鱈形目江鱈科的其中一種，分布於東北大西洋區，從不列顛群島至比斯開灣海域，棲息深度150-530公尺，體長可達25公分，為底棲性魚類，屬肉食性，以甲殼類為食，可做為食用魚。

## 擴展閱讀
維基物種上的相關：大眼三鬚鱈